# Teoria acido-bazică Brønsted-Lowry
Teoria Brønsted-Lowry este o teorie acido-bazică, numită și teoria protolitică. Conform acestei teorii , un acid este specia chimică cu tendința de a ceda un proton (H+), iar o baza este specia care are tendința de a accepta un proton. Cedând un proton, acidul se transformă într-o bază, numită „baza conjugată”, iar baza care acceptă un proton, se transformă într-un acid, numit „acidul conjugat”. A fost propusă, în mod independent, de Johannes Nicolaus Brønsted și Thomas Martin Lowry în 1923.

Autoprotoliza apei: apa își manifestă caracterul de amfolit acido-bazic (amfoter)

## Definirea acizilor și bazelor
În cadrul teoriei disociației electrolitice a lui Arrhenius, acizii sunt definiți ca substanțele care ionizează în soluție apoasă, cedând ioni de hidrogen (protoni, H+). În mod analog, bazele sunt substanțele care ionizează în soluție apoasă, cedând ioni de hidroxid (OH−).
În 1923 chimiștii fizicieni Johannes Nicolaus Brønsted din Danemarca și Thomas Martin Lowry din Anglia au propus în mod independent teoria care le poartă numele. În cadrul teoriei Brønsted–Lowry, acizii și bazele sunt definite după modul în care reacționează între ele, ceea ce îi oferă teoriei o mai mare generalitate. Definirea lor se face cu ajutorul unor reacții de echilibru:
acid + bază ⇌ bază conjugată + acid conjugat
Cu un hidracid sau alt acid notat HA, ecuația poate fi simbolizată astfel:
HA + B ⇌ A− + HB+
Semnul pentru starea de echilibru chimic (⇌) este folosit deoarece reacția are loc constant în ambele direcții. Acidul HA cedează un proton trecând în baza sa conjugată, anionul A−. Baza B acceptă un proton trecând în acidul său conjugat, cationul HB+. Majoritatea reacțiilor acido-bazice au loc cu viteză mare, iar reactanții și produșii de reacție se află în echilibru dinamic.
Amfoliții acido-bazici sunt compușii care își manifestă caracterul amfoter din punctul de vedere al acestei teorii.

## Soluții apoase

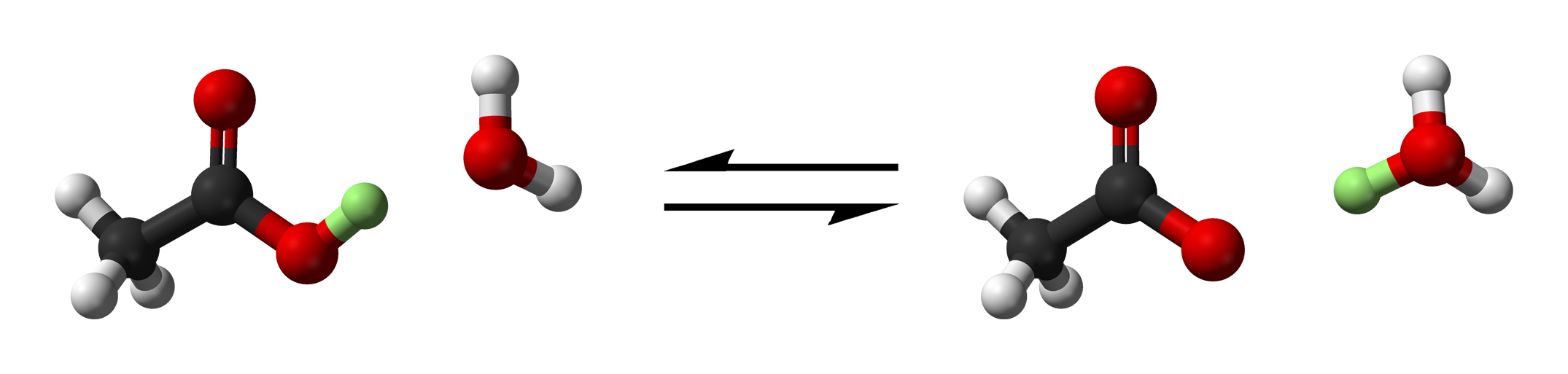
Acidul acetic, un acid alb, cedează un proton (ion de hidrogen, reprezentat în verde) moleculei de apă, cu obținerea ionilor acetat și hidroniu. Reacția este una de echilibru, iar între componenți există echilibru dinamic.

Avem următorul exemplu de reacție acido-bazică:
CH3COOH + H2O ⇌ CH3COO− + H3O+
Acidul acetic, CH3COOH, este un acid deoarece donează un proton apei (H2O) devenind baza sa conjugată, anionul acetat (CH3COO−). H2O este în acest caz o bază, deoarece acceptă un proton de la CH3COOH devenind acidul său conjugat, cationul hidroniu (H3O+).
Reacția are loc și invers, aceasta fiind tot o reacție acido-bazică între acidul conjugat al bazei și baza conjugată a acidului:
H3O+ + CH3COO− ⇌ CH3COOH + H2O
Diferența dintre teoria Brønsted–Lowry și teoria lui Arrhenius constă în faptul că un compus poate fi considerat ca fiind acid și fără să ionizeze.